# Banca Toscana
Banca Toscana è stata una banca italiana con sede a Firenze.

## Storia
Il 4 aprile 1904 fu costituita la società cooperativa Piccolo Credito Toscano, la quale, circa 16 anni dopo, si muta nella società anonima Credito Toscano. Nello stesso periodo acquista il palazzo storico Portinari Salviati, dove ha tuttora sede legale. A seguito della fusione con la Banca di Firenze, il 4 giugno 1930 nasce ufficialmente la Banca Toscana S.p.A., quotata presso la Borsa Italiana dal maggio 1986. Nel 1977 la Banca Toscana era la diciannovesima banca italiana per raccolta.
Nel 1990 acquisisce la partecipazione di maggioranza nel Banco di Perugia, cui ha fatto seguito, nel 1991, la fusione mediante incorporazione. Il 20 novembre 2000 viene incorporata anche la Banca Popolare della Marsica. Nel 2002 è acquisita dalla Banca Monte dei Paschi di Siena, ma conserva la sua identità. Al 30 novembre 2005, la Banca Toscana ha 428 filiali, principalmente nel centro-sud della penisola (è presente anche in Liguria e Lombardia). Dal 30 marzo 2009 perde il marchio ed ogni residuo di autonomia, confluendo completamente nella Banca Monte dei Paschi di Siena. Nell'aprile 2021 Monte dei Paschi di Siena decide di vendere il marchio Banca Toscana e parte dei suoi sportelli